# 미쓰사와역
미쓰사와역(일본어: 三沢駅)은 일본 후쿠오카현 오고리시에 위치한 서일본 철도 덴진오무타 선의 역이다. 역 번호는 T20이다.

## 역사
- 1924년 4월 12일: 개업.
- 1967년: 역사 개축.
- 1999년: 서쪽 출입구 개설.
- 2008년: IC 카드 nimoca 사용 개시.
- 2017년 2월 1일: 역 번호 도입.

## 역 구조
상대식 승강장 2면 2선의 지상역이다. 역의 전후로는 건널목에 끼고 있어 5량 편성분 밖에 승강장이 없는 관계로 6량 이상은 후쿠오카 방향의 5량 이외에서는 도어 컷이 실시된다.
유인역에서 하행 승강장 측에 역사가 있다. 역사와 상행 승강장은 구내 건널목에서 연결되어 있다. 상행 승강장 측에는 자동 개찰기만의 개찰구가 설치되어 있다. 미쿠니가오카 역 개통까지 현재의 서쪽 출입구의 위치로 아침 러시아워 때만 오고리 고등학교 학생 전용 개찰구를 만들었다.

## 이용 현황
| 연도 | 1일 평균 승하차 인원 |
| ---- | -------------------- |
| 2000 | 2,887                |
| 2001 | 2,692                |
| 2002 | 2,629                |
| 2003 | 2,541                |
| 2004 | 2,494                |
| 2005 | 2,464                |
| 2006 | 2,403                |
| 2007 | 2,318                |
| 2008 | 2,230                |
| 2009 | 2,165                |
| 2010 | 2,108                |
| 2011 | 2,037                |
| 2012 | 1,934                |
| 2013 | 1,975                |
| 2014 | 1,899                |
| 2015 | 1,889                |
| 2016 | 1,833                |

## 역 주변
- 후쿠오카 현도 88호 구루메오고리 선
- 오고리 시립 미쿠니 초등학교
- 오고리 수영장 미쿠니 학교

## 인접역
| 서일본 철도 ■ 덴진오무타 선                   | 서일본 철도 ■ 덴진오무타 선 | 서일본 철도 ■ 덴진오무타 선 |
| --------------------------------------------- | --------------------------- | --------------------------- |
| T19 미쿠니가오카 니시테쓰 후쿠오카(덴진) 방면 | ■ 보통                      | 오호 T21 오무타 방면        |